# Hedychium brevicaule
Hedychium brevicaule är en enhjärtbladig växtart som beskrevs av Ding Fang. Hedychium brevicaule ingår i släktet Hedychium och familjen Zingiberaceae. Inga underarter finns listade i Catalogue of Life.